# C'est chelou
Singles de Zaho
Hey Papi
(2006) La roue tourne
(2008)
C'est chelou est une chanson de la chanteuse algéro-canadienne Zaho, extrait du premier album studio, Dima (2008). Il s'agit du premier single de l'album, sorti le 28 janvier 2008. Le single succède à Hey Papi, titre sorti en 2006. Le titre se classe à la seconde position des ventes de singles en France.

## Clip vidéo
Nicolas Archambault apparaît dans le clip.

## Classement hebdomadaire
| Classement (2008-2009)                  | Meilleure position |
| --------------------------------------- | ------------------ |
| Belgique (Wallonie Ultratop 50 Singles) | 14                 |
| France (SNEP)                           | 2                  |

## Historique de sortie
| Pays   | Date            | Format                    | Label |
| ------ | --------------- | ------------------------- | ----- |
| France | 28 janvier 2008 | Téléchargement digital    | EMI   |
| France | 7 avril 2008    | CD single, CD maxi single | EMI   |